# Villaseca de Arciel
Villaseca de Arciel es un municipio y localidad española de la provincia de Soria, en la comunidad autónoma de Castilla y León. El término municipal, perteneciente al partido judicial de Soria y a la comarca de Campo de Gómara, tiene una población de 24 habitantes (INE 2024).

## Geografía
Tiene un área de 21,57 km².
En su término e incluidos en la Red Natura 2000 los siguientes lugares:
- Lugar de Interés Comunitario conocido como Encinares de Sierra del Costanazo, ocupando 2 hectáreas, el 1 % de su término.[1]
- Zona Especial Protección de Aves conocida como Altos Campos de Gómara ocupando 4089 hectáreas, el 48% de su término.[2]

## Historia
El censo de Pecheros de 1528, en el que no se contaban eclesiásticos, hidalgos y nobles, registraba la existencia de 64 pecheros, es decir unidades familiares que pagaban impuestos. En el documento original figura como Villaseca, formando parte del Sexmo de Arciel. 
A la caída del Antiguo Régimen la localidad se constituye en municipio constitucional, conocida entonces como Villaseca en la región de Castilla la Vieja, partido de Soria que en el censo de 1842 contaba con 40 hogares y 158 vecinos. Hacia mediados del siglo XIX, el lugar tenía unas 70 casas. La localidad aparece descrita en el decimosexto volumen del Diccionario geográfico-estadístico-histórico de España y sus posesiones de Ultramar de Pascual Madoz de la siguiente manera:

VILLASECA DE ARCIEL: l. con ayunt. en la prov. y part. jud. de Soria (5 leg.), aud. terr. y c. g. de Burgos (20), dioc. de Osma (12). sit. en un hondo; con clima templado y sano. Tiene 48 casas; la consistorial que sirve de cárcel; escuela de instruccion primaria, frecuentada por 20 alumnos, á cargo de un maestro dotado con 478 rs.; una igl. parr. (Ntra. Sra. de la Antigua) servida por un cura y un sacristan: confina el térm. con los de Buberos, Gomara, Almazu y Portillo: el terreno es feraz y de buena calidad; comprende un monte encinar. caminos: los que dirigen a los pueblos limítrofes. correo: se recibe y despacha en Soria. prod.: cereales, legumbres, patatas, leñas de combustible y buenos pastos con los que se mantiene ganado lanar, vacuno, mular, asnal y de cerda. pobl.: 40 vec., 158 alm. cap. imp.: 28,342 rs. 16 mrs.
(Madoz, 1850, p. 284)

En Villaseca de Arciel se grabaron algunas escenas de la película de Doctor Zhivago de David Lean.

## Demografía
Cuenta con una población de 24 habitantes (INE 2024).
| Gráfica de evolución demográfica de Villaseca de Arciel entre 1842 y 2021                                                                                      |
| |
| Población de derecho según los censos de población del INE Población de hecho según los censos de población del INEEn este censo se denominaba Villaseca: 1842 |

## Administración y política
Villaseca de Arciel es uno de los cinco concejos abiertos que existen en la provincia de Soria, donde hay un alcalde y una asamblea vecinal y las decisiones se adoptan por mayoría.

### Lista de alcaldes[9]
| Periodo   | Nombre                    | Partido        |
| --------- | ------------------------- | -------------- |
| 1979-1983 | Silvestre Gonzalo Postigo | Independientes |
| 1983-1987 | Santiago Sanz del Hoyo    | Independientes |
| 1987-1991 | Dámaso Garces Ruiz        | PDP            |
| 1991-1995 | Dámaso Garces Ruiz        | PP             |
| 1995-1999 | Dámaso Garces Ruiz        | PP             |
| 1999-2003 | Dámaso Garces Ruiz        | PP             |
| 2003-2007 | Dámaso Garces Ruiz        | PP             |
| 2007-2011 | Dámaso Garces Ruiz        | PP             |
| 2011-2015 | Dámaso Garces Ruiz        | PP             |
| 2015-2019 | Dámaso Garces Ruiz        | PP             |
| 2019-2023 | Dámaso Garces Ruiz        | PP             |